# 拉沙佩勒绍塞
拉沙佩勒绍塞（法語：La Chapelle-Chaussée，法語發音：[la ʃapɛl ʃose]）是法国伊勒-维莱讷省的一个市镇，位于该省中北部偏西，属于雷恩区和雷恩都会区，其市镇面积为14.76平方公里，2022年1月1日时人口数量为1299人。
拉沙佩勒绍塞是雷恩都会区的组成部分，位于雷恩市区西北，是雷恩的一个远郊卫星城。

## 行政
拉沙佩勒绍塞的邮政编码为35630，INSEE市镇编码为35058。当地居民被称为。

## 地名
“拉沙佩勒”意为“小圣堂”，“绍塞”意为“堤道”。

## 地理

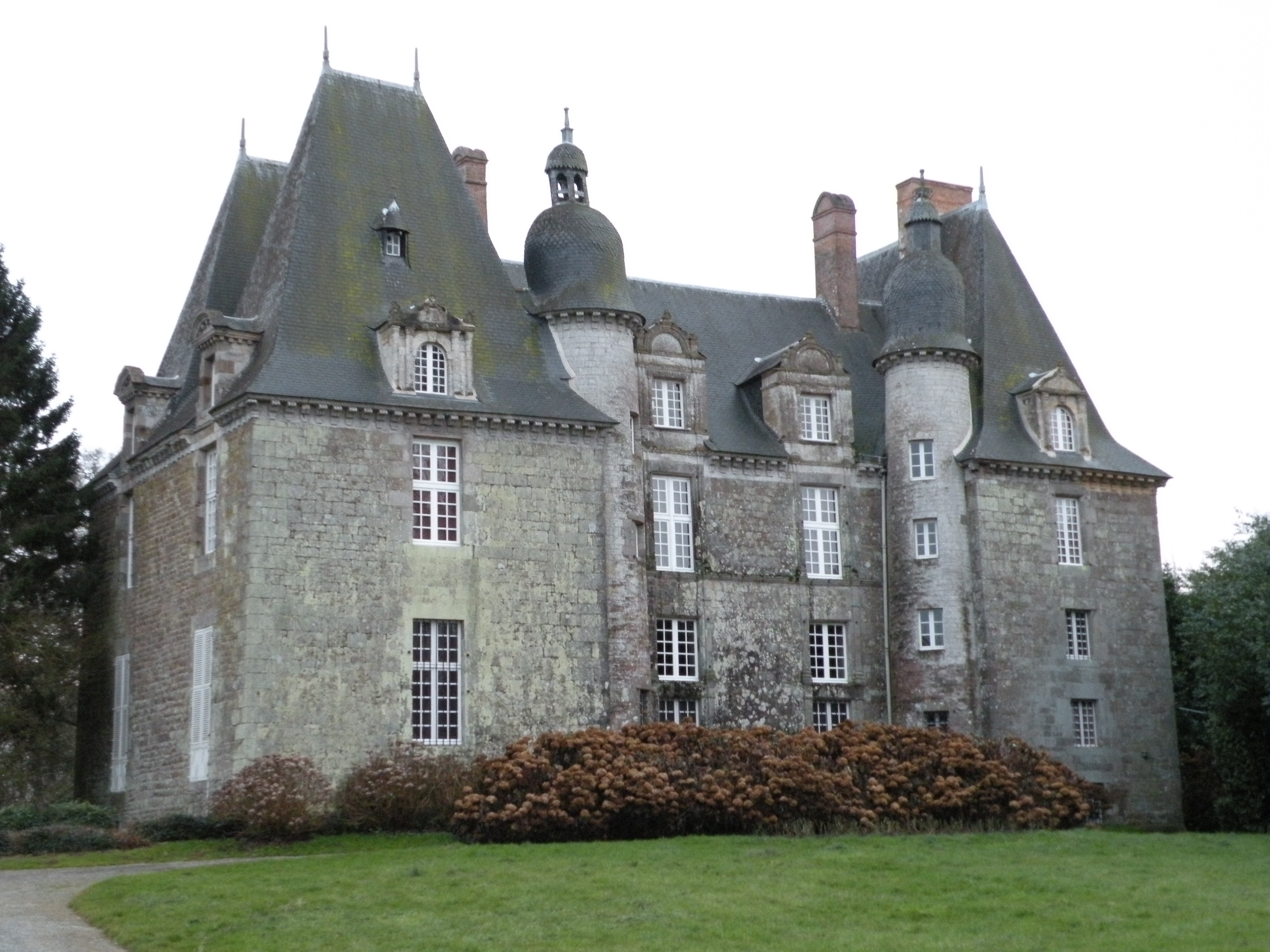
拉沙佩勒绍塞城堡

拉沙佩勒绍塞（48°16'18"N, 1°51'17"W）位于法国西北部，布列塔尼大区东部和伊勒-维莱讷省中北部偏西，距离省会雷恩大约23公里。
与拉沙佩勒绍塞接壤的市镇包括：卡尔德罗克、莱西夫、朗冈、朗古埃特、米尼亚克-苏贝什雷勒、罗米耶、圣布里厄德西夫、圣贡德朗、圣桑福里安。
拉沙佩勒绍塞境内地势平坦，海拔在84至148米之间。
按照柯本气候分类法，拉沙佩勒绍塞属于较为典型的温带海洋性气候，全年温差较小，降水分布均匀。

## 交通
伊勒-维莱讷省省道D27线、D80线、D81线和D221线在拉沙佩勒绍塞镇中心交汇。雷恩公交82路经过拉沙佩勒绍塞境内并设有“沙佩勒绍塞站”（Chapelle Chaussée）。

## 政治
现任拉沙佩勒绍塞市长为帕斯卡·皮诺先生（Pascal Pinault），他是一名左翼无党派人士。

## 人口
| 年份   | 1936 | 1946 | 1954 | 1962 | 1968 | 1975 | 1982 | 1990 | 1999 | 2006  | 2007  | 2012  | 2018  |
| ------ | ---- | ---- | ---- | ---- | ---- | ---- | ---- | ---- | ---- | ----- | ----- | ----- | ----- |
| 人口數 | 848  | 761  | 771  | 692  | 591  | 546  | 597  | 624  | 763  | 1,010 | 1,047 | 1,201 | 1,283 |